# Mario Trabucco
Mario Trabucco (fl. XVII secolo) è stato un medico e filosofo italiano.
Non abbiamo grandi notizie della sua vita, della quale sappiamo solo che esercitò con successo la medicina a Caltagirone, soprattutto durante l'epidemia del 1622. Per il suo contributo fu creato nobile il 4 ottobre 1622 da Fernando d'Aragona. Alcune sue opere sono conservate nella Biblioteca Comunale di Caltagirone, città che gli ha anche dedicato una strada.

## Opere
- "De Morbis puerorum et mulierum"